# Iauna - Craiova
Iauna - Craiova este o arie protejată de interes național ce corespunde categoriei a IV-a IUCN (rezervație naturală de tip mixt), situată în Banat, pe teritoriul județului Caraș-Severin.

## Localizare
Aria naturală se află în extremitatea estică a județului Caraș-Severin (aproape de limita teritorială cu județul Mehedinți), între cursurile râurilor Iauna și Craiova, afluenții de dreapta ai râului Cerna (în versantul drept al acestuia),  pe teritoriile administrative ale comunelor Cornereva și Mehadia.

## Descriere
Rezervația naturală a fost declarată arie protejată prin Legea Nr.5 din 6 martie 2000 (privind aprobarea Planului de amenajare a teritoriului național - Secțiunea a III-a - zone protejate)  și se întinde pe o suprafață de 1.545,10 ha. Aceasta este inclusă în Parcul Național Domogled - Valea Cernei. 
Aria protejată suprapusă sitului de importanță comunitară - Domogled-Valea Cernei; reprezintă o zonă împădurită, cu văi adânci, abrupturi calcaroase, lapiezuri, peșteri, cueste, pajiști, pășuni; ce conservă  floră și faună specifică lanțului carpatic al Meridionalilor. 

## Biodiversitate
Rezervația naturală fost înființată în scopul protejării biodiversității și menținerii într-o stare de conservare favorabilă a florei și faunei sălbatice aflate în sud-vestul țării, în grupa muntoasă Retezat-Godeanu.

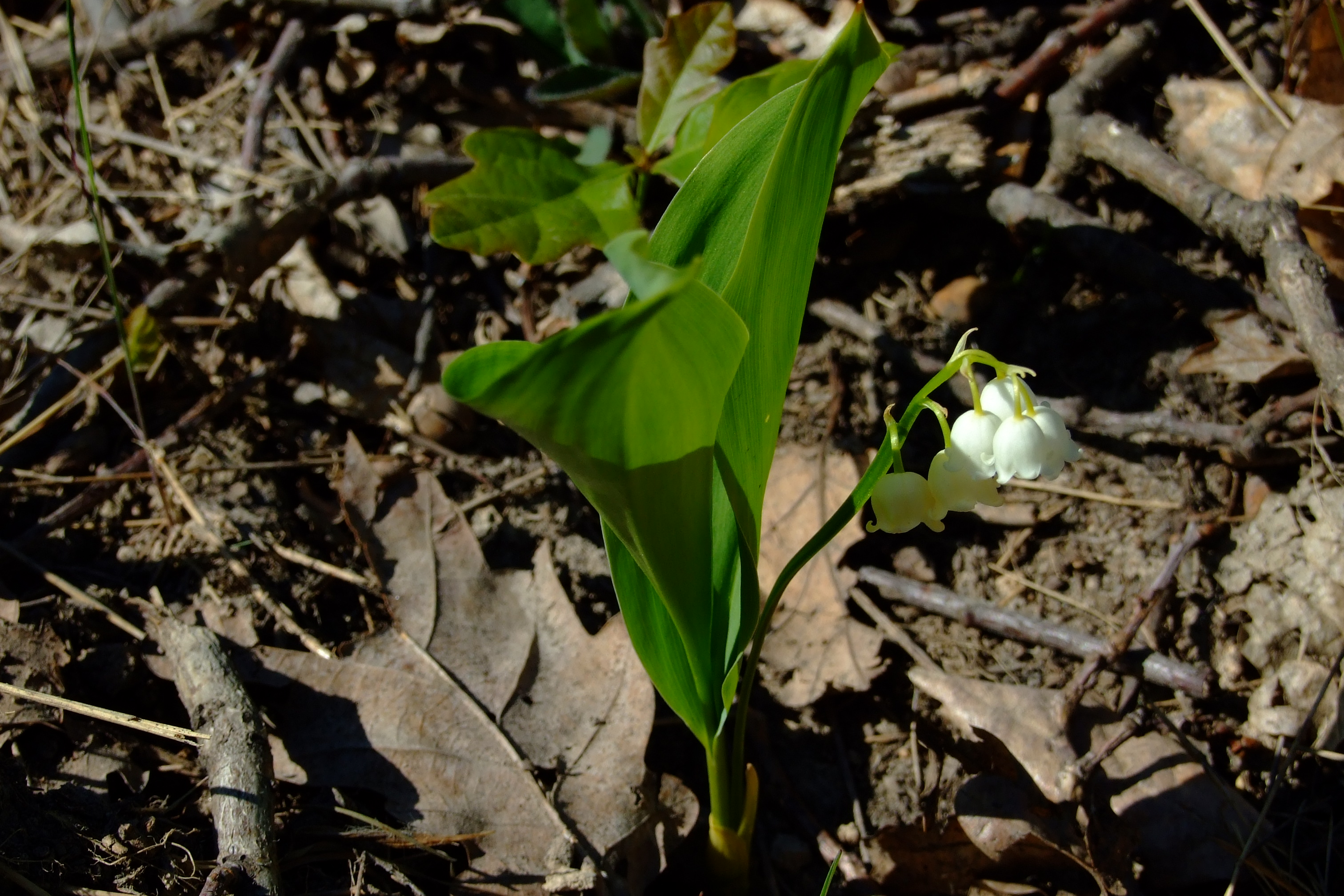
Lăcrămioară (Convallaria majalis)

Flora rezervației este constituită din specii de arbori și  arbusti fag (Fagus sylvatica), carpen (Carpinus betulus), tei (Tilia cordata), gorun (Quercus petraea), cer (Quercus ceris), ulm (Ulmus glabra), gârniță (Quercus frainetto), cărpiniță (Carpinus orientalis), mojdrean (Fraxinus ornus), alun turcesc (Corylus colurna), sânger (Cornus sanguinea).
La nivelul ierburilor sunt întâlnite elemente floristice rare, printre care: garofiță bănățeană (Dianthus banaticus), garofiță albă de stânci (Diantus spiculifolius), tămâioară (Viola joii Janka), bulbuc de munte (Trollius europaeus), brândușă galbenă (Crocus moesicus), sânziene roșii (Gallium purpureum), odogaci (Sapunaria glutinosa), lăcrămioară (Convallaria majalis).
Fauna este reprezentată de o gamă diversă de mamifere, păsări, reptile și amfibieni; dintre care unele protejate la nivel european sau aflate pe lista roșie a IUCN.

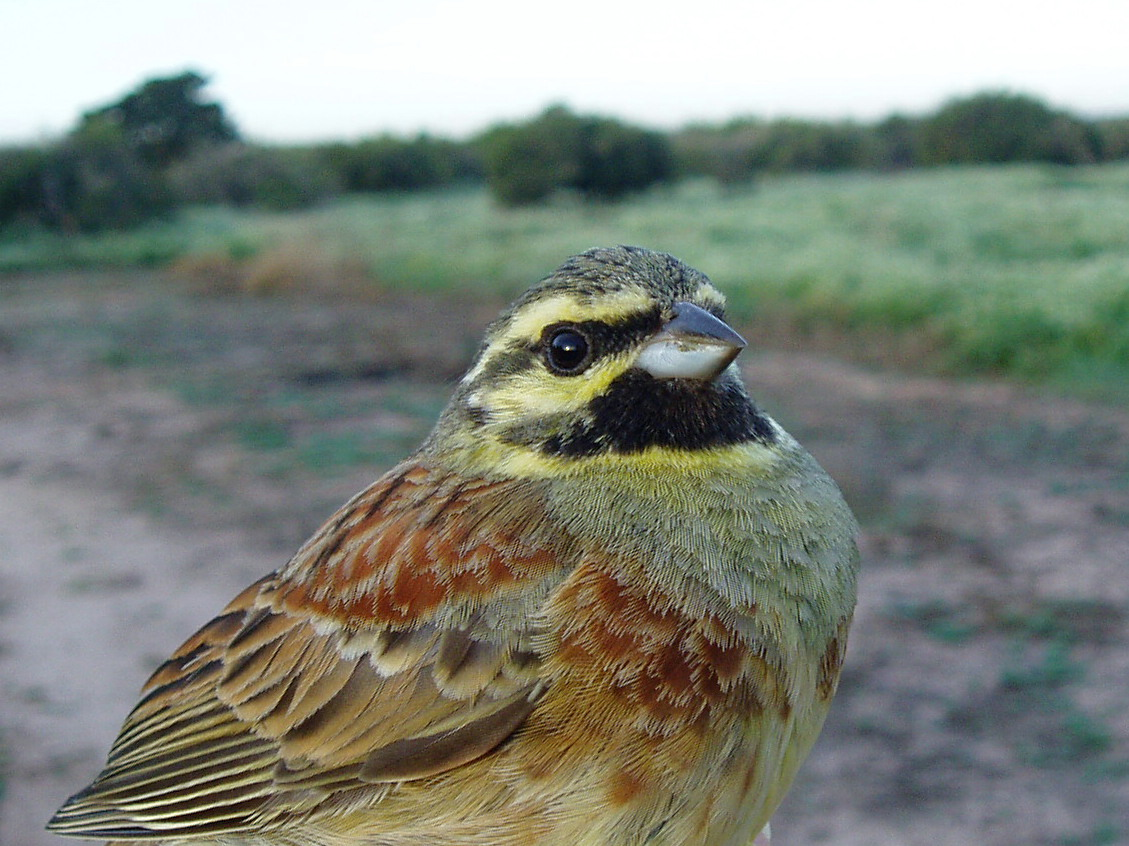
Presură bărboasă (Emberiza cirlus)

Specii de mamifere: urs brun (Ursus arctos), lup (Canis lupus), vidră de râu (Lutra lutra), vulpe (Vulpes vulpes crucigera), mistreț (Sus srofa), liliac mediteranean (Rhinolophus euryale); 
Păsări cu specii de: lăstun de stâncă (Hirundo rupestris), lăstun mare (Apus apus), pietrar bănățean (Oeananthe hispanica), rândunică roșcată (Hirundo daurica), presură bărboasă (Emberiza cirlus);
Reptile și amfibieni: viperă cu corn (Vipera ammodytes), balaurul (Coluber jugularis), broască-țestoasă de uscat (Testudo hermanni). 

## Căi de acces
- Drumul național (DN67D) - Băile Herculane - Ineleț - Țațu, la ieșire din sat pe partea stângă a drumului se ajunge la rezervație.[12]

## Monumente și atracții turistice
În vecinătatea ariei naturale se află câteva obiective de interes istoric, cultural și turistic; astfel:
- Ansamblul de mori din Cornereva (Moara lui Lazăr Boască, Vâltoarea și moara lui Nicolae Nemeș, Moara Popeștilor, Moara de la Pod, Moara lui Nistor Gherescu, Moara lui Nicolae Brânzei, Moara lui Adam Gherescu, Moara și vâltoarea Poloieștilor), construcție secolul al XX-lea, monument istoric.
- Ariile protejate: Belareca, Coronini - Bedina, Peștera Bârzoni, Râpa Neagră, Valea Greațca.